# Rakim Sanders
Rakim Sanders (* 8. Juli 1989 in Pawtucket, Rhode Island) ist ein US-amerikanischer Basketballspieler. Nach dem Studium in seinem Heimatland wurde Sanders 2012 Profi und wurde vom israelischen Rekordmeister Maccabi Tel Aviv verpflichtet, der ihn jedoch an den nationalen Konkurrenten Hapoel Gilboa Galil auslieh, mit dem Sanders die Balkan-Liga 2013 gewann. In der Saison 2013/14 spielte Sanders für die Brose Baskets in der deutschen Basketball-Bundesliga.

## Karriere
Nach einer schwierigen Kindheit, in der Sanders im Alter von zwölf Jahren seine Mutter verlor, erreichte Sanders zum Abschluss seiner Schullaufbahn 2007 die Auszeichnung als „Gatorade Player of the Year“ für den Staat Rhode Island. Dies öffnete ihm unter anderem die Möglichkeit zu einem Sportstipendium am Boston College, wo er von 2007 bis 2010 für die Hochschulmannschaft Eagles in der Atlantic Coast Conference (ACC) der National Collegiate Athletic Association (NCAA) spielte. Diese waren unter dem Trainer Al Skinner zuletzt recht erfolgreich gewesen und hatten sich seit 2001 bis auf 2003 immer für die landesweite NCAA-Endrunde qualifiziert. Nachdem man sich 2008 nicht qualifizieren konnte, verlor man 2009 in der ersten Runde gegen die Trojan der University of Southern California. Tyrese Rice schied nach dem Ende seiner Collegekarriere aus und wurde Profi, wo er später auch in der deutschen Basketball-Bundesliga spielte. Nach einer enttäuschenden Saison 2009/10 wurde Skinner entlassen und Sanders entschied sich zum Hochschulwechsel an die Fairfield University in Connecticut, wo Skinners ehemaliger Trainerassistent Ed Cooley Trainer der Hochschulmannschaft Stags war und 2010 den „Ben Jobe Award“ bekommen hatte. Nach den Regularien der NCAA bedeutete der Hochschulwechsel für Sanders ein Jahr Pause von Meisterschaftsspielen der NCAA. Cooley wechselte jedoch nach fünfjähriger Tätigkeit für die Stags 2011 an das Providence College und die Stags verloren das Meisterschaftsfinale der Metro Atlantic Athletic Conference (MAAC) 2012 gegen die Greyhounds der Loyola University Maryland. Damit verpassten sie auch eine Teilnahme an der NCAA-Endrunde. Nachdem Sanders im NBA-Draft 2012 von keinem Klub der am höchsten dotierten Profiliga NBA ausgewählt worden war, durfte er trotzdem in der NBA Summer League für die Golden State Warriors spielen.
Nachdem Sanders keinen Vertrag für die reguläre Saison der NBA bei den Warriors bekommen hatte, wurde er vom israelischen Rekordmeister Maccabi Tel Aviv verpflichtet. Dieser entschied sich jedoch, Sanders an den Ligakonkurrenten in der nationalen Ligat ha’Al Hapoel Gilboa Galil aus Gan Ner auszuleihen. Als Gastmannschaft nahm Gilboa Galil ein weiteres Mal an der Balkan International Basketball League (BIBL) teil, in der man den Titelgewinn des Vorjahres verteidigen konnte. Sanders war beim 87:79-Finalsieg über Lewski Sofia mit 30 Punkten Topscorer des Spiels und erreichte zudem mit 17 Rebounds ein Double-Double, weshalb man ihn auch zum MVP des Finalturniers kürte. In der nationalen Meisterschaft schied man als Hauptrundensiebter im Viertelfinal-Play-off gegen den späteren Titelgewinner Maccabi Haifa aus. Zur Saison 2013/14 wurde Sanders für zwei Jahre zusammen mit seinem Mannschaftskameraden Jamar Smith vom deutschen Meister Brose Baskets aus Bamberg verpflichtet. In der EuroLeague 2013/14 scheiterte man knapp am Erreichen der Zwischenrunde im höchsten europäischen Vereinswettbewerb und schied dann auch im Eurocup 2013/14 frühzeitig aus. Der dritte Platz im Beko BBL-Pokal 2014 sowie das Ausscheiden in der ersten Play-off-Runde der Basketball-Bundesliga 2013/14 bedeutete für den bisherigen Serienmeister eine herbe Enttäuschung, die zur Entlassung des Trainers und dem Rücktritt des Sportdirektors führte. Anschließend wechselte Sanders zu Dinamo Basket nach Sassari. Mit dem Verein aus Sardinien gewann er das Double aus Meisterschaft und Pokal, wobei er selbst zum Most Valuable Player (MVP) der Meisterschafts-Finalserie ausgezeichnet wurde.